# Vermogenselektronica
Vermogenselektronica (ook  wel vermogenelektronica gespeld) is een deelgebied van de elektronica waar men elektronische componenten gebruikt voor het schakelen, sturen en omvormen van grote elektrische vermogens zoals die in de energietechniek worden gebruikt.
Vermogenselektronica is ontstaan bij de ontwikkeling van elektrische tractie zoals bij locomotieven. Men zocht naar mogelijkheden om de snelheid van een trein te kunnen regelen. Vanaf het begin gebruikte men hiervoor zogenaamde 'rijweerstanden' om de tractiemotoren te sturen: deze weerstanden werden bij het optrekken in serie geschakeld met de motoren om de spanning op de motoren (en zo het vermogen) te regelen totdat een 'economische' rijstand was bereikt op vol vermogen. Dit had verschillende nadelen, waaronder een inefficiënt omgaan met energie en defecten door doorgebrande rijweerstanden als de bestuurder te lang 'in de weerstanden' bleef rijden. Bij deze -veelal- gelijkstroommotoren moeten de collector en koolborstels nog (mechanisch) onderhouden worden, in tegenstelling tot de moderne kooianker-draaistroommotoren: de zogenaamde borstelloze asynchrone inductiemachines.
Voor zowel de gelijk- als wisselstroomtractie zijn verschillende vermogenscomponenten sinds de zestiger jaren tot ontwikkeling gekomen:

AC-DC Chopper

Transistor / IGBTWerkt net als zijn kleine broertje. Het nadeel van een transistor is de "gate"-stuurstroom. Want de stuurstroom bepaalt de stroom die er gaat lopen. Dus kan het zijn dat men 500 mA nodig heeft om de transistor open te sturen. De IGBT (insulated gate bipolar transistor) heeft, zoals de naam al zegt, een geïsoleerde stuurelektrode zonder vorengenoemd bezwaar: een MOSFET-ingang stuurt als het ware de zware vermogenstransistor, schakelbaar rond ½ MW. Dit moderne element is meer geschikt voor draaistroomtractie.
Thyristor / GTO / RCTEen thyristor is een halfgeleider met de werking van een elektronische schakelaar die geschikt is om grote vermogens bij hoge spanningen met betrekkelijk weinig verlies te schakelen. Een GTO is een "gate turn off"-thyristor; het verschil is dat men een GTO kan doven door middel van een negatieve triggerpuls op de gate. Een RCT (reverse conducting thyristor) heeft een antiparallelle diode geïntegreerd op het halfgeleidertablet, en is dus zéér compact voor grote vermogens. In GTL en ICM-materieel (Koploper) worden RCT-choppers met een fors vermogen — ½ tot 1½ MW — toegepast.
Met deze vermogenselektronische componenten worden gelijkstroomchoppers en (nu) veel draaistroominverters vervaardigd gebaseerd op de gangbare elektronica schakeltechnieken, echter voorzien van netwerken tegen parasitaire invloeden van onder andere hoog-energetische velden en steile pulsmodulatie.